# Bugatti Galibier 16C
O Bugatti Galibier 16C é um protótipo de sedan superesportivo apresentado pela Bugatti na edição de 2009 do Salão de Frankfurt. O modelo é totalmente inspirado no Bugatti Veyron e usa o mesmo motor, rodas, design e mecânica.